# Eutonia alleni
Eutonia alleni är en tvåvingeart som först beskrevs av Johnson 1909.  Eutonia alleni ingår i släktet Eutonia och familjen småharkrankar. Inga underarter finns listade i Catalogue of Life.